# Ikeya Yuki
Yuki Ikeya (sinh ngày 27 tháng 6 năm 1995) là một cầu thủ bóng đá người Nhật Bản.

## Sự nghiệp câu lạc bộ
Yuki Ikeya đã từng chơi cho Roasso Kumamoto.